# Pablo Acha
Pablo Acha González (Burgos, 4 de agosto de 1996) es un deportista español que compite en tiro con arco, en la modalidad de arco recurvo.
En los Juegos Europeos obtuvo tres medallas, bronce en Minsk 2019 (individual) y dos en Cracovia 2023, plata por equipo y bronce individual. Ganó tres medallas en el Campeonato Europeo de Tiro con Arco al Aire Libre, en los años 2021 y 2022.
Participó en los Juegos Olímpicos de París 2024, ocupando el sexto lugar en el equipo mixto y el trigésimo tercero en la prueba individual.
Cursó los ciclos de Instalaciones Frigoríficas y de Robótica y Automatización en el Centro Integrado de Formación Profesional Simón de Colonia de Burgos.

## Palmarés internacional
| Juegos Europeos                  | Juegos Europeos     | Juegos Europeos   | Juegos Europeos |
| Año                              | Lugar               | Medalla           | Prueba          |
| -------------------------------- | ------------------- | ----------------- | --------------- |
| 2019                             | Minsk (Bielorrusia) | Medalla de bronce | Individual      |
| 2023                             | Cracovia (Polonia)  | Medalla de plata  | Equipo          |
| 2023                             | Cracovia (Polonia)  | Medalla de bronce | Individual      |
| Campeonato Europeo al Aire Libre |                     |                   |                 |
| Año                              | Lugar               | Medalla           | Prueba          |
| 2021                             | Antalya (Turquía)   | Medalla de oro    | Individual      |
| 2021                             | Antalya (Turquía)   | Medalla de plata  | Equipo mixto    |
| 2022                             | Múnich (Alemania)   | Medalla de plata  | Equipo          |